# 크라이시스 온 인피닛 어스
크라이시스 온 인피닛 어스(Crisis on Infinite Earths,무한 지구의 위기)는 DC코믹스(DC Comics)에서 1985년 마브 울프만의 스토리와 조지 페레즈의 그림으로 출판된 만화이다.
마브 울프만은  1980년도에 그린 랜턴 코믹스의 어느 독자로부터 온 "DC 코믹스 세계관의  연속성이 혼란스럽다"는 편지를 받은 후 이에 대해 "조만간 DC 유니버스에 무엇이 포함되고 어떤것은 DC 유니버스에 포함되지 않을지 명확히 구분짖겠다"라는 답장을 보내주었었다.
한편, 이것은 마브 울프만의 표현을 빌리자면 어릴적부터 어렴풋이 윤곽을 잡았던 스토리-과거,현재,미래로의 일방향인 타임라인에 구애받지 않으며 아주 많은 영웅들과 아주 많은 악당들을 동시에 다룰수있는 통합되고 단일화된 스토리라인-아이디어의 연장선상에서 심혈을 기울인 작품인 크라이시스 온 인피닛 어스(Crisis on Infinite Earths,무한 지구의 위기)로 구체화되었다.
이후 이러한 결실의 방대한 스케일의 "크라이시스 온 인피닛 어스" 작품은 1981년에 뉴욕 코믹 컨벤션에서 발표되었다. 그러나 마브 울프만은 DC코믹스의 긴 역사와 "크라이시스 온 인피닛 어스"에 대한 상호 연구를 통한 일관성있는  무결성작업이 "크라이시스 온 인피닛 어스"의 출판보다 선행되어야할 필요성에서  "크라이시스 온 인피닛 어스"의 최초 출판은 1985년에나 이루어졌다.
"크라이시스 온 인피닛 어스"작품은  발표된 이후 한정되고 국한된 영역이라고는 표현할 수 없을 정도로 동종의 그래픽노블을 포함해 많은 작가들과 영화 스토리등에서 그 영향을 끼쳤다.

## 등장 캐릭터
아래는 등장 캐릭터들중 극히 일부이다.
- 모니터
- 안티모니터
- 파리아(Pariah)
- 슈퍼걸
- 라일라(Lyla)-하빈저(Harbinger)
- 사이코파이러트(Psycho-Pirate)
- 알렉스 루터
- 오아행성의 오아인
- 플래시
- 슈퍼맨
- 그린랜턴 군단
- 레이디 쿼크
- 리전 오브 슈퍼 히어로즈 멤버들
- 솔로바(고릴라 시티의 왕)
- JSA
- 사이먼
- 브레이니악

## 같이 보기
- 인피닛 크라이시스
- 파이널 크라이시스